# Isaac La Peyrère

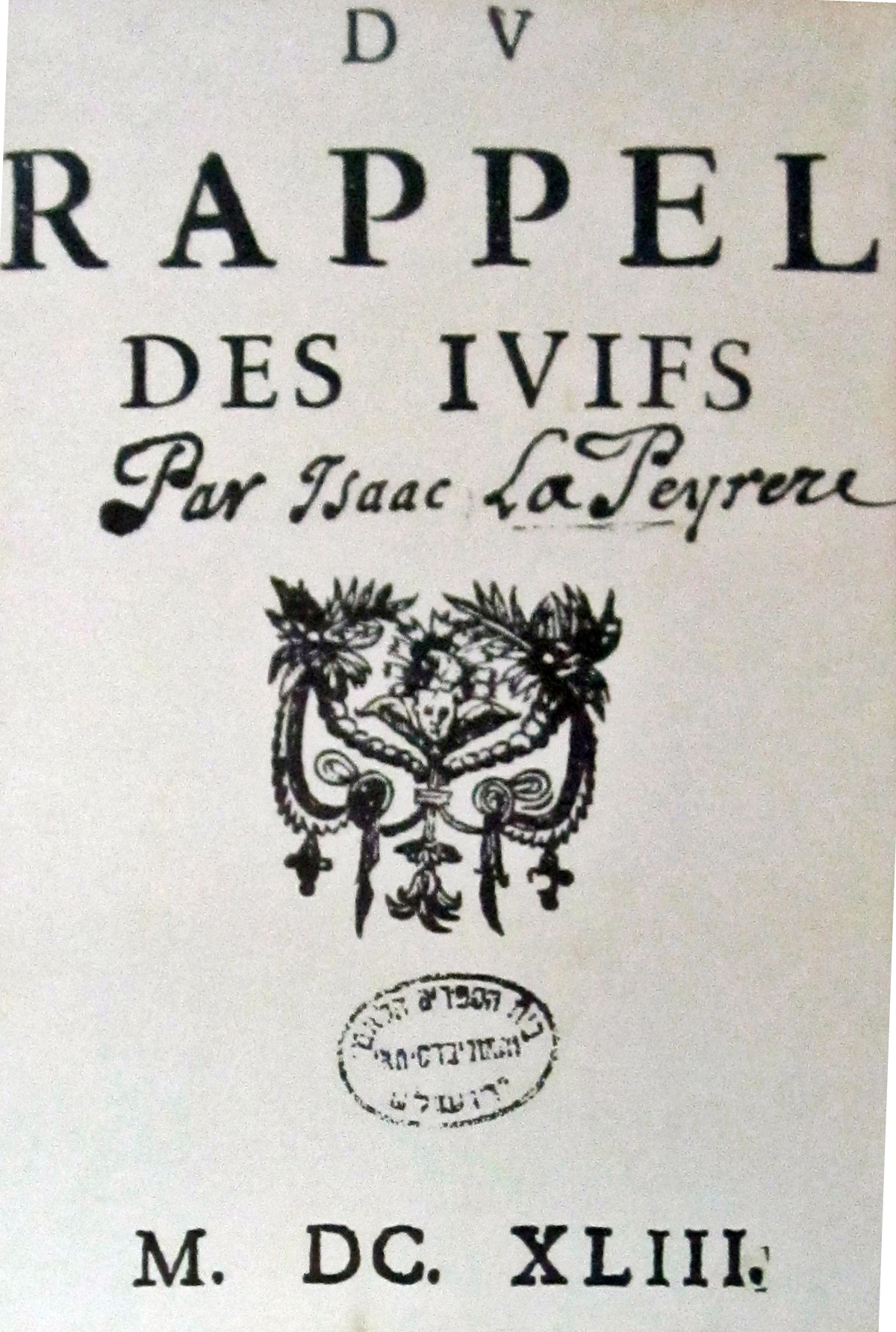
Okładka wydania Rappel des Juifs z 1643 r.

Isaac La Peyrère (ur. 1594 lub 1596, zm. 1676) – francuski teolog pochodzenia żydowskiego, badacz Biblii.
Urodził się w Bordeaux w rodzinie nawróconych na kalwinizm Żydów, prawdopodobnie pochodzących z Portugalii. Obracając się w kręgu ówczesnej elity intelektualnej, przyjaźnił się z Gassendim, La Mothe le Vayerem, Salmasiusem i Naudém. W 1640 roku został sekretarzem Kondeusza Wielkiego.
W 1643 roku opublikował anonimowo swoją pierwszą pracę, Rappel des Juifs. Wyłożył w niej mesjanistyczno-millenarystyczny pogląd o zbliżającym się nawróceniu Żydów na chrześcijaństwo i ich powrocie pod wodzą króla Francji do Palestyny, co zapoczątkuje erę mesjańską. W 1644 roku odwiedził Danię. Na podstawie zebranych wówczas materiałów opublikował później sprawozdania na temat Grenlandii (Relation de Groenland, 1647) i Islandii (Relation de l’Islande, 1663). 
W 1655 roku ukazały się drukiem w Amsterdamie napisane już w 1643 roku prace La Peyrère’a Prae-Adamitae i Systema Theologicum ex Prae-Adamitarum Hypothesi. Dowodził w nich, że Biblia nie jest kroniką dziejów całej ludzkości, a jedynie narodu izraelskiego. W związku z tym Adam nie był pierwszym człowiekiem, gdyż Bóg stworzył przed nim inne ludy zamieszkujące Ziemię. Podważał także ogólnoświatowy zasięg Potopu i Mojżeszowe autorstwo Pięcioksięgu. Poglądy La Peyrère’a wywołały wielki skandal, jego dzieła spalono publicznie w Paryżu, samego autora uwięziono natomiast pod zarzutem herezji. Zwolniono go po sześciu miesiącach, gdy zgodził się na publiczne odwołanie swoich twierdzeń, konwersję na katolicyzm i odbycie pielgrzymki do Rzymu, gdzie ukorzył się przed papieżem. Po powrocie do Francji w 1659 roku wstąpił do zakonu filipinów. Przyznanie się do winy i konwersja na katolicyzm miały w rzeczywistości charakter pokazowy, La Peyrère najprawdopodobniej nigdy nie porzucił swoich poglądów.
Radykalne poglądy La Peyrère’a wywarły wpływ na późniejszą krytykę historyczną przekazu biblijnego, były inspiracją m.in. dla Spinozy. Z drugiej strony teza o „przedadamowym” pochodzeniu ludów pogańskich stanowiła podporę dla teorii XIX-wiecznych rasistów, będąc używana jako biblijny dowód na niższość Indian i Murzynów.